# Шнакенбург, Николай Борисович
Никола́й Бори́сович Шна́кенбург (1907—1941) — советский северовед, этнограф.

## Биография
Николай Шнакенбург родился 4 февраля 1907 года в городе Переславле-Залесском Владимирской губернии в дворянской семье. Его отец был военным, а мать — домохозяйкой. Окончив школу в 1924 году, Шнакенбург уехал в Тулу. Там он два года обучался сапожному делу, работал подмастерьем и служил препаратором в ветеринарной лаборатории. В 1926 году поступил на этнографическое отделение географического факультета Ленинградского университета. Обучался под руководством известного североведа В. Г. Богораза. Позднее учился на этноотделении в Ленинградском историко-лингвистическом институте.
Будучи студентом, был командирован на Камчатку. С августа 1929 по июль 1930 года вместе с А. Я. Коровушкиным преподавал в корякской школе села Тили Олюторского района. Организовал национальную корякскую труппу, для которой писал и ставил пьесы на корякском языке. В 1930 году переехал на Чукотку на Мыс Шмидта, и проработал там учителем с августа 1930 по июнь 1931 года. Затем с июня 1931 по август 1933 пребывал на культбазе Комитета содействия народам Севера в районе залива Лаврентия в качестве научного сотрудника и краеведа. За время работы на Чукотке обследовал обширную территорию от Ванкарема до Амгуэмы. Работал в составе бригады по советизации кочевников тундры, вёл курсы по подготовке чукчей к учёбе в партшколе.
В августе 1933 года вернулся в Ленинград. Продолжил учёбу в Ленинградском историко-философско-лингвистическом институте. Давал уроки чукотского языка геологу С. В. Обручеву. В июле 1936 году получил диплом и устроился на работу в музей Арктики на должность младшего научного сотрудника. Занимался организацией Отдела хозяйства народов Севера.
В апреле 1937 года отправился на Камчатку как сотрудник-переводчик Корякской экспедиции Арктического института. До декабря 1937 года работал у кереков в Олюторском районе. Результаты проведённых исследований он опубликовал в 1939 году в сборнике «Советский Север» в статье «Нымыланы-кэрэки». В этой работе Шнакенбург высказывает точку зрения, что в происхождении кереков большую роль сыграли эскимосы. По его мнению, кереки являются не отдельным народом, а частью приморских коряков-нымылан.
С 1 апреля 1938 года работал научно-техническим сотрудником в Институте антропологии, археологии и этнографии АН СССР. С 1 ноября 1938 года параллельно преподавал историю СССР в старших классах средней художественной школы при Академии художеств.
В 1939 году подготовил рукопись большой работы «Эскимосы», которая позднее была использована Г. А. Меновщиковым в работе «Народы Сибири» (М.-Л, 1956). В этой же работе были использованы материалы Шнакенбурга и Стебницкого, посвящённые дореволюционному быту коряков.
В 1939 году Николай Шнакенбург поступил в аспирантуру. Под руководством Г. Н. Прокофьева работал над диссертацией на тему «История и этнография народов Камчатки». В 1941 году в журнале «Советская Арктика» была опубликована его совместная с Ю. И. Бронштейном статья «Записки доктора К. Мерка — участника экспедиции Биллингса — Сарычева в 1785—1792 гг.».
После начала Великой Отечественной войны записался в Василеостровскую дивизию народного ополчения. Погиб осенью 1941 года. По одной из версий, попал в плен, где Шнакенбургу предложили сотрудничество, учитывая его немецкое происхождение, но он отказался и был расстрелян. По другой версии, погиб на Ораниенбаумском плацдарме.

## Сочинения
- Пути сообщения Чукотского полуострова // Агсйса. Л., 1935. Кн. 3. С. 163—197;
- Нымыланы-кэрэки // Советский Север. — 1939. — № 3. — С. 96.
- Записки доктора К. Мерка — участника экспедиции Биллингса-Сарычева в 1785—1792 гг. // Советская Арктика. — 1941. — № 4.
- Меновщиков Г. А. (с использованием материалов Н. Б. Шнакенбурга) Эскимосы // Народы Сибири. М.; Л., 1956. С. 934—949;
- Антропова В. В. (в основу описания дореволюционного быта положена статья С. Н. Стебницкого и Н. Б. Шнакенбурга) Коряки // Там же. С. 950—977[3].